# Blšanka
Blšanka este un râu din Republica Cehă, un afluent de dreapta al râului Ohře. Curge prin regiunile Ústí nad Labem și Karlovy Vary. Are o lungime de 50,8 kilometri (31,6 mi).

## Etimologie
Râul este numit după orașul Blšany.

## Geografie

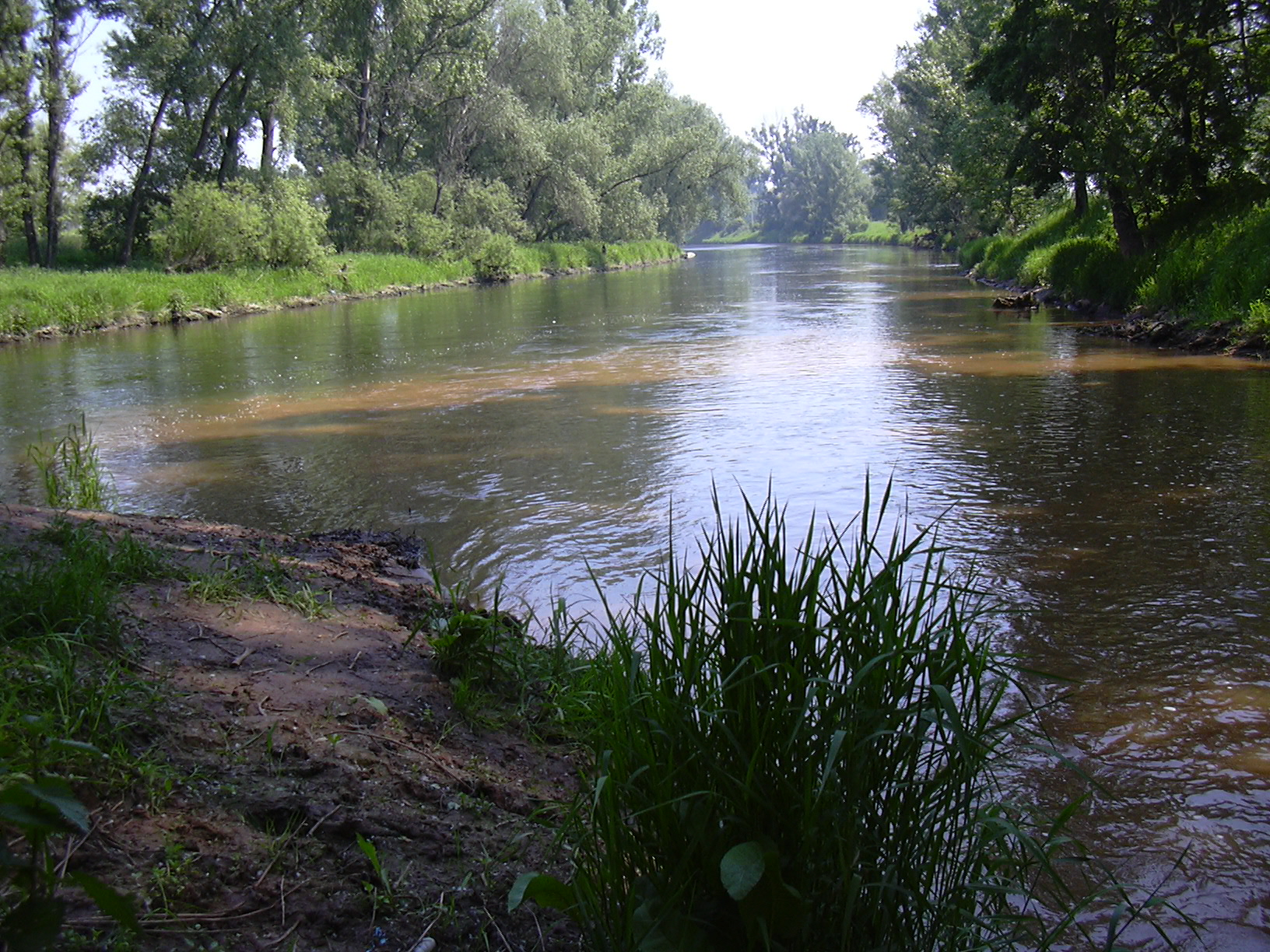
Confluența râurilor Blšanka și Ohře

Blšanka își are originea în partea de sud a zonei de antrenament militar Hradiště din Munții Doupov, la o altitudine de 680 m (2.230 ft). Apoi curge spre comuna Zálužice, unde se varsă în râul Ohře la o altitudine de 189 m (620 ft). Are o lungime de 50,8 kilometri (31,6 mi). Bazinul său hidrografic are o suprafață de 482,7 kilometri pătrați (186,4 mi2).
Cei mai lungi afluenți ai râului Blšanka sunt:
| Nume afluent        | Lungime (km) | Afluent de |
| ------------------- | ------------ | ---------- |
| Mlýnecký potok      | 18,1         | stânga     |
| Podvinecký potok    | 17,8         | dreapta    |
| Očihovecký potok    | 13,8         | dreapta    |
| Radičeveská strouha | 13,4         | stânga     |
| Klučecký potok      | 12,9         | dreapta    |
| Černocký potok      | 12,6         | dreapta    |

## Corpuri de apă
Bazinul său hidrografic conține 257 de corpuri de apă. Cel mai mare dintre acestea este iazul de pește Blatno cu o suprafață de 30 ha (74 acri). Nu au fost construite iazuri sau rezervoare direct pe Blšanka.

## Așezări
Cea mai mare așezare de pe Blšanka este orașul Kryry⁠(d). Râul curge prin zona de pregătire militară Hradiště și prin teritoriile comunelor Valeč, Lubenec⁠(d), Vroutek⁠(d), Kryry, Očihov⁠(d), Blšany, Libořice⁠(d), Měcholupy, Holedeč⁠(d), Liběšice și Zálužice.

## Pescuit
Pescuitul păstrăvului este permis pe o secțiune lungă de 22,66 km pe cursul superior.

## Inundații
Cele mai mari inundații de pe râul Blšanka (care au fost monitorizate începând din 1905) au avut loc în 1956, când nivelul apei a crescut la 280 cm (110 in). Cele mai devastatoare inundații au avut loc în 1872, când au decedat peste 100 de oameni.